# Retragerea romană din Dacia
Retragerea romană din Dacia se referă la retragerea armatei și administrației romane din Dacia, care după unii istorici ar fi început în anul 256, în timpul împăratului Gallienus. Totuși, este clar că în timpul lui Aurelian, care a decis scurtarea frontului de luptă (contact) cu populațiile barbare migratoare la Dunărea de Jos, au fost retrase  pe linia Dunării legiunile romane din Dacia (271-274).
Există și o controversă istorică dacă s-a realizat și evacuarea populației civile și în ce proporție, legată de subiectul etnogenzei românești și a continuității românilor.  